# Adil Çarçani
Pour les articles homonymes, voir Adil (prénom).
Adil Çarçani, né le 15 mai 1922 à Fushëbardhë (en) (Albanie) et mort le 13 octobre 1997 à Tirana, est un homme politique albanais.

## Biographie
Çarçani est né à Fushëbardhë (en). Pendant la Seconde Guerre mondiale, il se battit aux côtés des partisans contre l'Italie fasciste, et rejoint le Parti du travail d'Albanie et le gouvernement qui fut mis en place après la guerre. Il devint ministre dans les années 1950, rejoint le bureau politique du Parti dans les années 1960, et en 1981 il devint premier ministre de la République populaire socialiste d'Albanie.
Le 18 décembre 1981, juste après la mort violente de Mehmet Shehu, Çarçani devint premier ministre. Il resta à ce poste jusqu’à la chute du régime communiste en 1991, où il démissionna après que les foules détruisirent la statue de Enver Hoxha, le leader communiste de l'Albanie entre les années 1940 et les années 1980. Çarçani fut cependant élu par le parlement cette année-là, et donna le discours d'ouverture.
En 1994 Çarçani fut poursuivi en justice, et condamné à la prison pour détournement de fonds et abus de pouvoir. Sa sentence fut cependant commuée en assignation au domicile car il avait des problèmes de santé. Il mourut à Tirana pendant cette période.